# Zaklínač 2: Vrahové králů
Zaklínač 2: Vrahové králů (polsky Wiedźmin 2: Zabójcy królów, anglicky The Witcher 2: Assassins of Kings) je pokračování akční hry na hrdiny Zaklínač, kterou vyvinulo polské studio CD Projekt Red. Ve Střední Evropě hru distribuuje CD Projekt, v Severní Americe Atari. Vydavatel pro Západní Evropu bude Namco Bandai Partners.

## Vývoj
16. září 2009, dva dny předtím než byl vývoj hry oficiálně oznámen, uniklo video o hře, které ji mělo představit vydavatelům. Dva dny poté CD Projekt Red oficiálně zahájil vývoj hry.
Pro hru vyvinul CD Projekt svůj úplně vlastní engine a ne jako v prvním dílu, kde byl použit silně upravený Aurora Engine od firmy BioWare. Společně s enginem vývojáři změnili také soubojový systém. I když tyto změny nebyly oznámeny, rozličné stránky jako například IGN oznámily, že boj je odlišný od první hry. Hra také bude využívat fyzikální engine Havok.
25. března 2010 bylo ukázáno první gameplay video veřejnosti. Tato gameplay nahrávka ukazuje rozličné metody, které hráč může použít pro dokončení levelu. Demo na GamesComu 2010 také ukazuje mnoho odlišných lokací a postav z první hry. Vývojáři také oznámili že hra bude mít 16 konců. Hra obsahuje větvený dialogový systém s kompletním nadabováním, které bylo nahráno a zrežírováno v Londýně.
15. dubna 2011 bylo na jarní konferenci CD Projektu oznámeno, že maloobchodní kopie hry bude obsahovat ochranu SecuRom DRM. Ochrana ale bude stále umožňovat nekonečno instalací na nekonečně mnoho počítačů, ale s omezením že je možné hrát najednou na pěti. Také oznámili že hra nebude obsahovat cenzuru nebo rozdíly v hratelnosti v rozdílných regionech.
3. května 2011 firma Namco Bandai oznámila, že australská verze bude odlišná tím, že bude mít hodnocení MA15+. Změna se týká zvláště části vedlejšího úkolu, ve kterém je Geraltovi nabízen za odměnu sex. V australské verzi Geralt automaticky odmítne. Tři týdny před tímto oznámením byla hra odstraněna z australského Steamu, což způsobilo pobouření u australské herní komunity. Následně digitální distribuce CD Projektu Good Old Games oznámila, že cena australské verze se nezvýší během řešení licenčních problémů, a že si zákazníci mohou stále předobjednat hru za původní cenu.

## Vydání
Hra vyšla 17. května 2011 pro počítače.
Vývojáři oznámili 2. června 2011, že hra vyjde pro herní konzoli Xbox 360 na konci roku 2011. Nicméně 1. srpna 2011 bylo datum vydání odloženo na první čtvrtletí roku 2012, kvůli tomu aby měl vývojářský tým více času rozšiřovat a vylepšovat některé prvky hry a také kvůli tomu, aby si vývojáři ujasnili práva okolo distribuce hry s distributory. Konzolová verze nakonec vyšla 17. dubna 2012 jako Zaklínač 2: Vrahové králů Rozšířená edice. Rozšířená edice je k dispozici zdarma i všem PC uživatelům.